# Qualificazioni al campionato europeo maschile under 21 di calcio 2021 - Gruppo 1

## Classifica
| Squadra     | P.ti | G  | V | N | P | F  | S  | DR  |
| ----------- | ---- | -- | - | - | - | -- | -- | --- |
| Italia      | 25   | 10 | 8 | 1 | 1 | 27 | 5  | +22 |
| Islanda     | 21   | 10 | 7 | 0 | 3 | 19 | 12 | +7  |
| Irlanda     | 19   | 10 | 6 | 1 | 3 | 15 | 8  | +7  |
| Svezia      | 18   | 10 | 6 | 0 | 4 | 31 | 12 | +19 |
| Armenia     | 3    | 10 | 1 | 0 | 9 | 4  | 33 | -29 |
| Lussemburgo | 3    | 10 | 1 | 0 | 9 | 3  | 29 | -26 |

## Risultati
| Arbitro: | Timotheos Christofi |

|                            |           |  |
| Idah 34’, 68’ Farrugia 38’ | Marcatori |  |

| Arbitro: | Aleksandrs Anufrijevs |

|                                                          |           |  |
| Guðjohnsen 48’ (rig.) Þorsteinsson 58’ W. Willumsson 63’ | Marcatori |  |

| Arbitro: | Fyodor Zammit |

|             |           |  |
| Parrott 31’ | Marcatori |  |

| Arbitro: | Igor Pajac |

|                                                                                            |           |               |
| W. Willumsson 30’ Ólafsson 34’ Þorsteinsson 40’ Jónsson 74’ Leifsson 76’ B. Willumsson 80’ | Marcatori | 60’ Melkonyan |

| Arbitro: | Peter Kjaesgaard |

|                                                                            |           |  |
| Locatelli 9’ (rig.) Kean 37’ (rig.) Sottil 62’ Tumminello 68’ Scamacca 77’ | Marcatori |  |

| Arbitro: | Rade Obrenovic |

|              |           |                                  |
| Svanberg 19’ | Marcatori | 69’, 90+2’ Parrott 87’ Masterson |

| Dublino 10 ottobre 2019, ore 21:05 UTC+1 | Irlanda          | 0 – 0 referto | Italia | Tallaght Stadium\| Arbitro: \| Sascha Stegemann \| |
| Arbitro:                                 | Sascha Stegemann |               |        |                                                    |

| Arbitro: | Sebastian Gishamer |

|                               |           |  |
| R. Mkrtčyan 56’ Danielyan 86’ | Marcatori |  |

| Arbitro: | Lawrence Visser |

|                                                                             |           |  |
| Svanberg 22’ Gyökeres 38’ Leifsson 51’ (aut.) Kulusevski 60’ Erlingmark 75’ | Marcatori |  |

| Arbitro: | Ádám Farkas |

|  |           |              |
|  | Marcatori | 20’ Scamacca |

| Arbitro: | Dumitri Muntean |

|                       |           |  |
| Guðjohnsen 29’ (rig.) | Marcatori |  |

| Arbitro: | Gal Leibovitz |

|  |           |                                        |
|  | Marcatori | 22’ (rig.) Kulusevski 32’, 42’ Larsson |

| Arbitro: | Antti Munukka |

|  |           |               |
|  | Marcatori | 63’ Elbouzedi |

| Arbitro: | Horatiu Fesnic |

|                             |           |  |
| Sottil 32’ Cutrone 84’, 90’ | Marcatori |  |

| Arbitro: | Stéphanie Frappart |

|                                                                     |           |  |
| Kean 15’, 41’ Pinamonti 25’ Zanellato 53’ Scamacca 57’ Delprato 66’ | Marcatori |  |

| Arbitro: | Karim Abed |

|                                                 |           |              |
| O'Connor 50’ Idah 63’ Parrott 73’ Elbouzedi 87’ | Marcatori | 18’ Gyökeres |

| Arbitro: | Pavel Orel |

|                |           |  |
| Guðjohnsen 66’ | Marcatori |  |

| Arbitro: | Juxhin Xhaja |

|                             |           |                 |
| Korac 38’ Avdusinovic 90+5’ | Marcatori | 25’ Harutyunyan |

| Arbitro: | Luis Godinho |

|                                  |           |  |
| Almqvist 12’, 29’ Henriksson 51’ | Marcatori |  |

| Arbitro: | Christian-Petru Ciochirca |

|                                                  |           |  |
| Karlsson 22’ (rig.), 33’ Svensson 31’ Beijmo 71’ | Marcatori |  |

| Arbitro: | Ondrej Pechanec |

|  |           |                             |
|  | Marcatori | 30’ Ólafsson 32’ Guðjohnsen |

| Arbitro: | Krzysztof Jakubik |

|                        |           |  |
| Sottil 43’ Cutrone 62’ | Marcatori |  |

| Arbitro: | Milovan Milacic |

| |           |  |
| Karlsson 32’ (rig.), 41’ (rig.), 44’ Ingelsson 57’ Abraham 68’, 90+2’ Hansson 77’, 82’, 90+3’ Sarr 88’ | Marcatori |  |

| Arbitro: | Ioannis Papadopoulos |

|                   |           |                 |
| W. Willumsson 63’ | Marcatori | 35’, 88’ Pobega |

| Larnaca 13 novembre 2020, ore 18:30 UTC+1 | Armenia | 0 – 3 (tav.) referto | Svezia | Stadio Antōnīs Papadopoulos |

| Arbitro: | Juan Martínez Munuera |

|            |           |                                    |
| Kayode 75’ | Marcatori | 25’ Guðjohnsen 90+3’ Ingimundarson |

| Arbitro: | Matthew De Gabriele |

|  |           |                                               |
|  | Marcatori | 15’, 29’ Scamacca 56’ Pinamonti 66’ Marchizza |

| Arbitro: | Kaarlo Oskari Hämäläinen |

|                 |           |                                 |
| Avdusinovic 84’ | Marcatori | 35’ Ogunfaolu-Kayode 65’ Lennon |

| Larnaca 18 novembre 2020, ore 18:30 UTC+1 | Armenia | 0 – 3 (tav.) referto | Islanda | Stadio Antōnīs Papadopoulos |

| Arbitro: | Stuart Attwell |

|                                           |           |              |
| Maleh 27’ Raspadori 48’, 61’ Scamacca 68’ | Marcatori | 50’ Karlsson |